# Oľšov
Oľšov (Hongaars: Olysó) is een Slowaakse gemeente in de regio Prešov, en maakt deel uit van het district Sabinov.
Oľšov telt 410 inwoners.